# Horrweiler

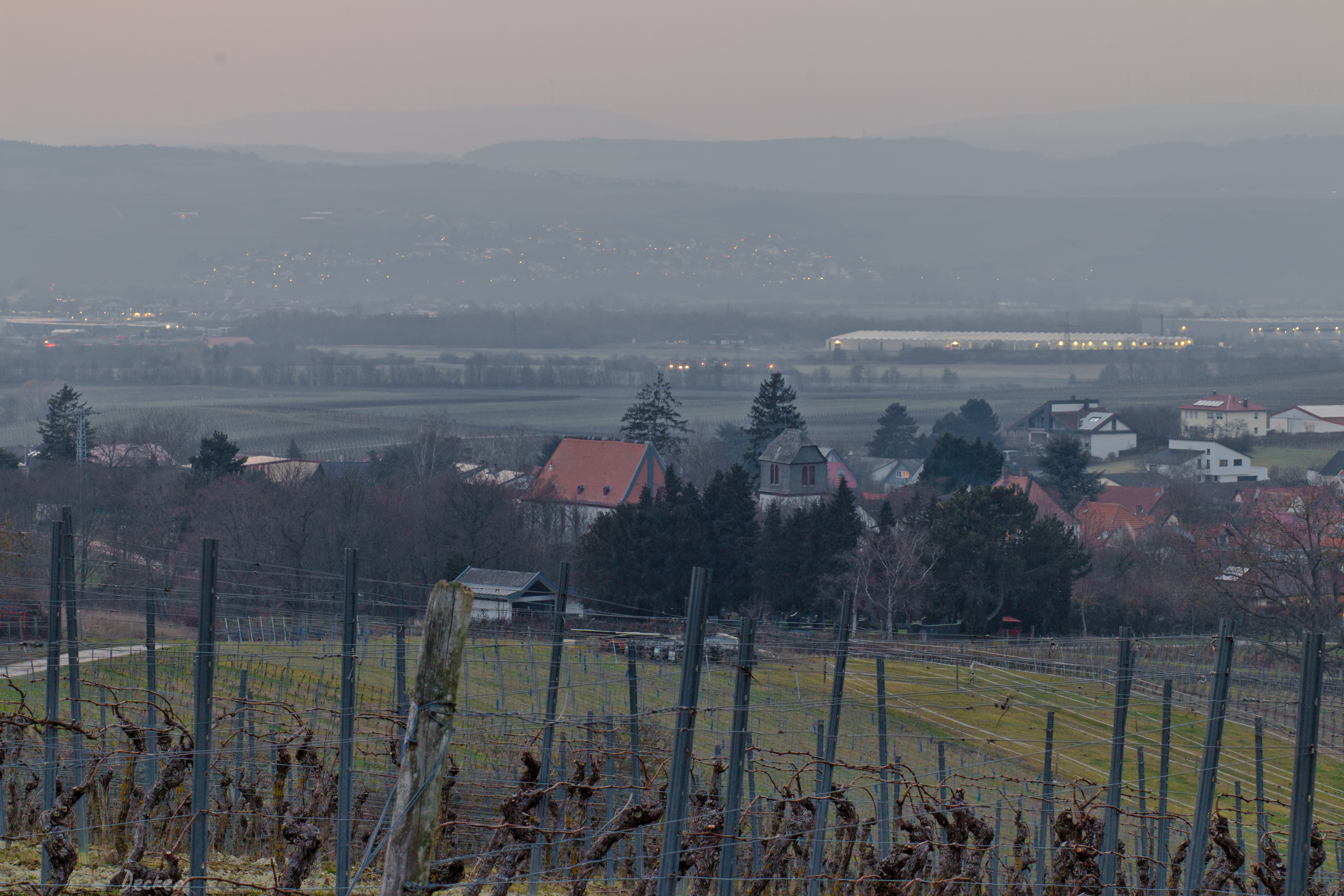
Horrweiler mit Wehrkirche im Winter 2021

Horrweiler ist eine Ortsgemeinde im Landkreis Mainz-Bingen in Rheinland-Pfalz. Sie gehört der Verbandsgemeinde Sprendlingen-Gensingen an, die ihren Verwaltungssitz in der Gemeinde Sprendlingen hat.

## Geographie
Horrweiler liegt in Rheinhessen zwischen Mainz und Bad Kreuznach. Zu Horrweiler gehören auch die Wohnplätze Sonnenhof und Lindenhof.

## Geschichte
Horrweiler war im 12. Jahrhundert in salischem, kam dann in pfälzischen Besitz und wurde als Afterlehen dem Amt Stromberg angegliedert, wo es bis zur Französischen Revolution blieb. Den Zehnten und das Patronatsrecht über die Kirche besaßen ursprünglich die Grafen von Leiningen, die es an Angehörige des niederen Adels weiterverliehen. Wegen häufigerer Streitigkeiten waren immer wieder Schlichtungen erforderlich. Von 1518 bis 1802 besaß das St. Petersstift in Mainz in Horrweiler das Zehntrecht mit dem ursprünglichen Recht zum Einsetzen des Ortspfarrers. Faktisch kam es infolge der Reformation zu einer Teilung des Zehnten: 2/3 für das Petersstift und 1/3 für den reformierten Pfarrer in Horrweiler. In den Weistümern von 1410 und 1552 wird Horrweiler unter den Dörfern aufgezählt, die für die Unterhaltung der Mauern der Stadt Bingen und deren Verteidigung im Kriegsfalle beizutragen hatten. Seine Einwohner genossen dafür besondere Rechte in der Stadt Bingen. Die Region wurde 1798 dem Département du Mont-Tonnerre (Donnersberg) zugeordnet. Horrweiler gehörte bis 1814 zum Kanton Oberingelheim. Aufgrund der Vereinbarungen auf dem Wiener Kongress (1815) wurde das Gebiet 1816 dem Großherzogtum Hessen und der Provinz Rheinhessen zugeordnet. Die Zugehörigkeit zu Hessen endete mit der Einrichtung der französischen Besatzungszone 1945, bzw. mit der Bildung des Landes Rheinland-Pfalz.
Ein bedeutendes Relikt der Geschichte ist neben den Resten der alten mit Effen (Ulmen) bestandenen Wallanlagen die ehemals befestigte Kirche, ein spätgotischer Saalbau mit dreiseitig abgeschlossenem Chor und der Mauerring mit dem vielleicht noch spätgotischen, barock veränderten Torturm, der auch als Glockenturm dient. Aus Gemeindeakten geht hervor, dass um das Jahr 1840 die Mauer teilweise und die Wehrtürme bis auf den verbliebenen vollständig niedergelegt wurden. Die Steine wurden zum Bau des Schulhauses verwendet.
Bevölkerungsentwicklung
Die Entwicklung der Einwohnerzahl von Horrweiler, die Werte von 1871 bis 1987 beruhen auf Volkszählungen:
| Jahr | Einwohner |
| ---- | --------- |
| 1815 | 513       |
| 1835 | 652       |
| 1871 | 654       |
| 1905 | 681       |
| 1939 | 619       |

| Jahr | Einwohner |
| ---- | --------- |
| 1950 | 723       |
| 1961 | 677       |
| 1970 | 605       |
| 1987 | 636       |
| 1997 | 737       |

| Jahr | Einwohner |
| ---- | --------- |
| 2005 | 773       |
| 2011 | 706       |
| 2017 | 769       |
| 2023 | 864       |

## Politik

### Gemeinderat

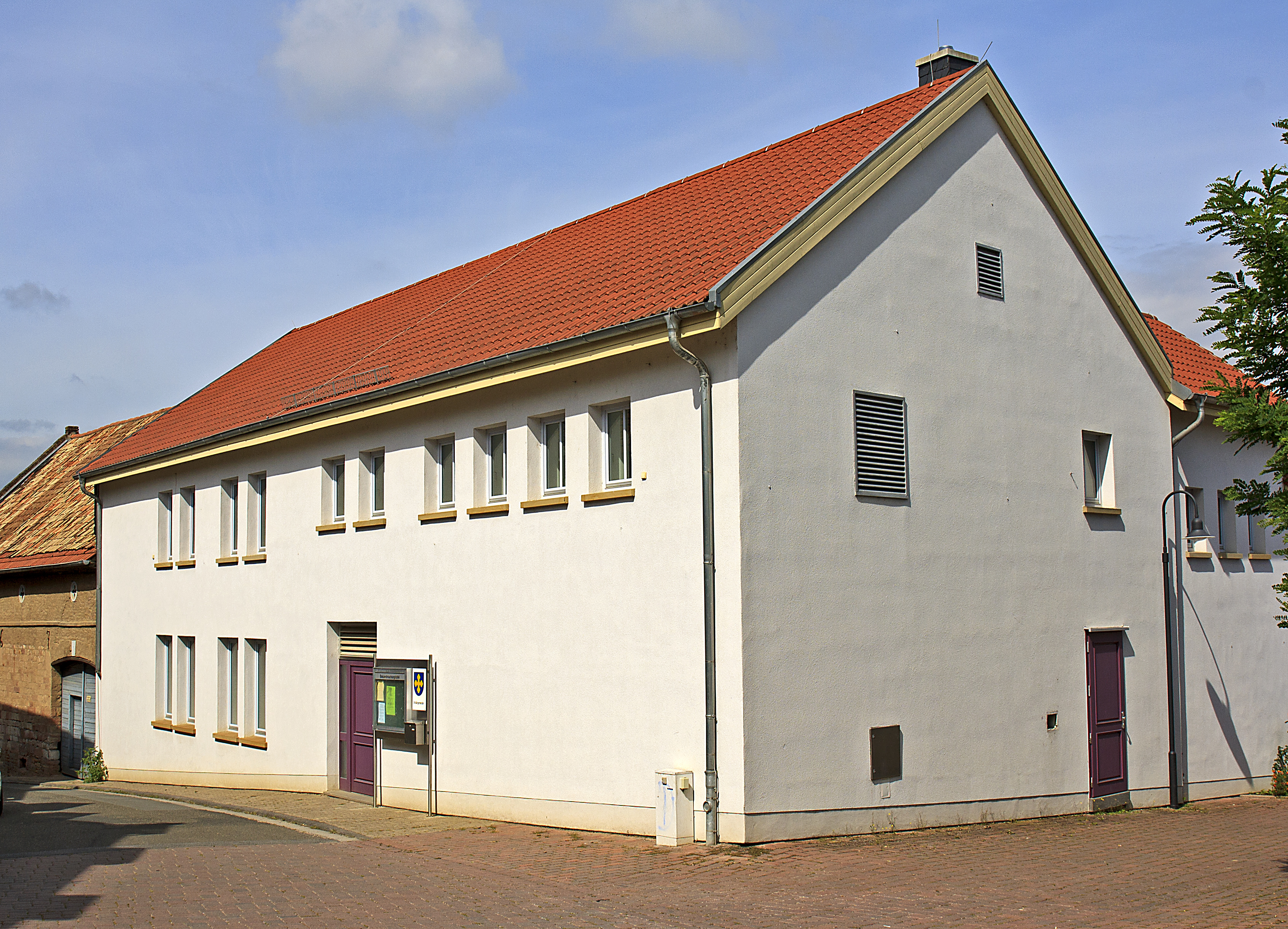
Gemeindeverwaltung

Der Gemeinderat in Horrweiler besteht aus zwölf Ratsmitgliedern, die bei der Kommunalwahl am 9. Juni 2024 in einer personalisierten Verhältniswahl gewählt wurden, und dem ehrenamtlichen Ortsbürgermeister als Vorsitzendem.
Die Sitzverteilung im Gemeinderat:
| Wahl | SPD | WGH | HBL | Gesamt   |
| ---- | --- | --- | --- | -------- |
| 2024 | –   | 4   | 8   | 12 Sitze |
| 2019 | –   | 4   | 8   | 12 Sitze |
| 2014 | –   | 4   | 8   | 12 Sitze |
| 2009 | 7   | 5   | –   | 12 Sitze |
| 2004 | 7   | 5   | –   | 12 Sitze |

- WGH = Wählergruppe Horrweiler e. V.
- HBL = Horrweiler Bürgerliste e. V.

### Bürgermeister
Jörg Galle (HBL) wurde am 11. Juli 2024 Ortsbürgermeister von Horrweiler. Bei der Direktwahl am 9. Juni 2024 hatte er sich mit einem Stimmenanteil von 62,8 % gegen einen Mitbewerber durchgesetzt und wurde damit für fünf Jahre ins Amt gewählt.
Galles Vorgänger Eckhard Siegfried (HBL) hatte das Amt zehn Jahre ausgeübt und trat bei der Wahl 2024 nicht erneut an.

## Kultur und Sehenswürdigkeiten

### Sakralbauten

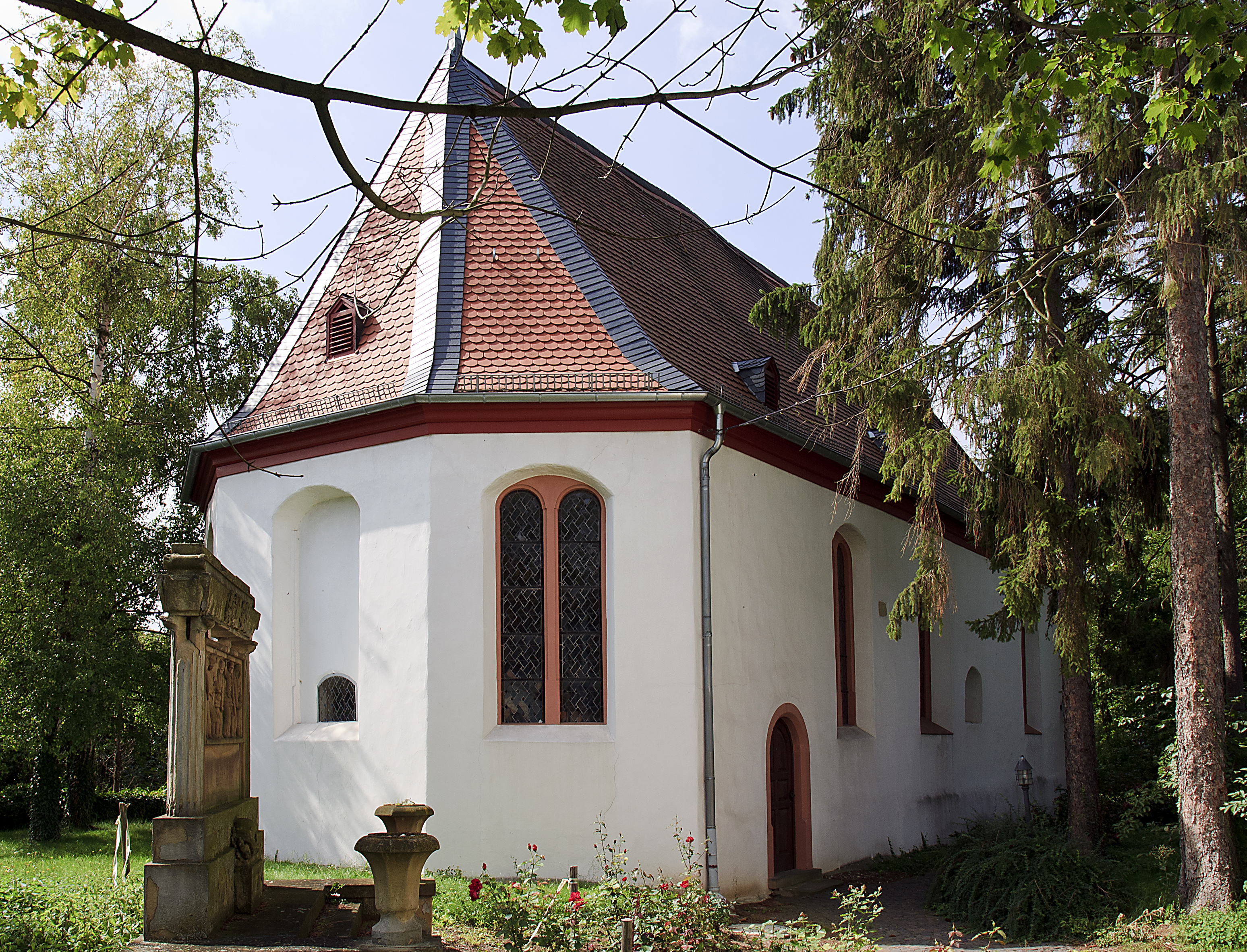
Evangelische Pfarrkirche

Die evangelische Kirche wurde im 14. Jahrhundert errichtet, sie ersetzte einen hölzernen und kleineren Vorgänger. Der spätgotische Bau war bis 1848 mit einer Wehrmauer und Türmen umgeben die dann allerdings abgetragen wurde. Stehen geblieben ist nur ein Turm der heute als Glockenturm erhalten blieb.

### Museen

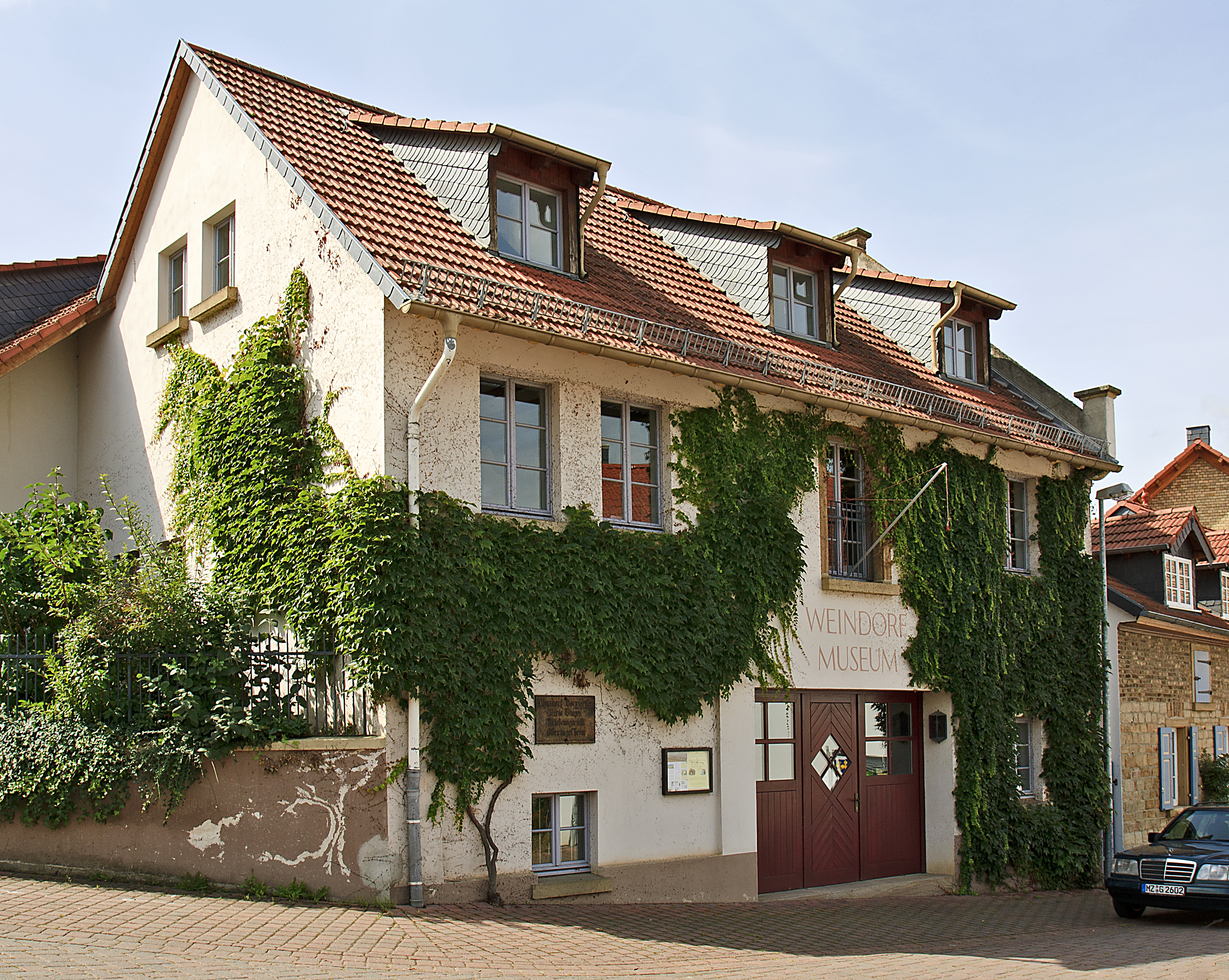
Das Weindorfmuseum

Im Weindorfmuseum sind zahlreiche Ausstellungsstücke zu sehen, die das frühere Leben sowie den Weg zum Weindorf dokumentieren.

### Musik
Der Posaunenchor Horrweiler wurde im April 1927 gegründet.  Er spielt heute neben der kirchlichen auch weltliche Musik. Der Förderverein Posaunenchor Horrweiler e. V. unterstützt den Chor finanziell und ideell.

## Wirtschaft und Infrastruktur

### Verkehr
- Die Gemeinde wird durchquert von der Landstraße 416. Die Bundesautobahn 61 verläuft in unmittelbarer Nähe, und wird nach 2 km erreicht.
- Der Bahnhof Gensingen-Horrweiler wird von Zügen der Nahetalbahn und der Rheinhessenbahn bedient.
- Durch eine Omnibuslinie zwischen Bingen und Bad Kreuznach ist die Gemeinde an den öffentlichen Personennahverkehr angeschlossen.
- Seit dem 2. September 2013 gibt es einen Bürgerbus mit dem Namen „HoBBs“ (Horrweiler Bürger Bus Service).